# Johnny Nash
Johnny Nash, nome artístico de John Lester Nash Jr (Houston, 19 de agosto de 1940 – 6 de outubro de 2020) foi um cantor de reggae estadunidente. Nash alcançou grande fama em 1972 com o hit "I Can See Clearly Now", que foi regravado posteriormente pelo jamaicano Jimmy Cliff.
Começou sua carreira nos anos 1950, inicialmente como ator.
Morreu em 6 de outubro de 2020, aos oitenta anos.

## Singles
- "Hold Me Tight" (1968)
- "You Got Soul" (1969)
- "Cupid" (1969)
- "Stir It Up" (1972)
- "I Can See Clearly Now" (1972)
- "There Are More Questions Than Answers" (1972)
- "Tears On My Pillow" (1975)
- "Let's Be Friends" (1975)
- "(What A) Wonderful World" (1976)
- "Rock Me Baby" (1985)
- "I Can See Clearly Now" (remix) (1989)

## Álbuns
- 1972: I Can See Clearly Now
- 1977: Johnny Nash Collection